# 화성인 지구 정복
《화성인 지구 정복》(영어: They Live)은 미국에서 제작된 존 카펜터 감독의 1988년 SF 액션 공포 영화이다. 로디 파이퍼, 키스 데이비드, 메그 포스터 등이 출연하였고, 래리 프랭코 등이 제작에 참여하였다.
개봉 당시에는 부정 평가를 받았으나 후에 열혈 추종자층을 얻으며 컬트 영화화되었으며 현재는 존 카펜터의 대표작 중 하나로 여겨지고 있다.

## 줄거리
일거리를 찾아 로스앤젤레스로 온 노숙자 주인공은 길거리에서 한 목사가 "그들"(they)이 힘있고 부유한 자들의 도움으로 인류를 통제하려고 한다고 설교하는 현장을 지나가게 된다.
공사판에서 만난 동료 프랭크 소개로 교회 근처 판자촌에 살게 된 주인공은 이곳에 사는 길버트를 알게 된다. 판자촌 사람들이 보고 있는 텔레비전에는 방송국을 전파 납치한 어떤 해커가 인류가 "그들"의 가축이 되고 있으며 신호의 근원을 차단해야한다고 주장하는 장면이 종종 난입한다. 이를 시청한 사람들은 두통을 호소한다.
목사와 길버트의 행동에 호기심을 느껴 이들의 뒤를 따라 교회에 간 주인공은 해커를 포함한 일련의 사람들이 예배를 보는 척 위장하고 비종교 모임을 갖고 있는 모습을 목격한다. 후에 경찰은 판자촌과 교회를 급습한다. 사태가 소강된 후 교회로 돌아간 주인공은 교회에 있던 상자에서 선글라스 하나를 슬쩍한다.
이 선글라스를 쓰자 세상이 단색으로 보이고 소비와 순응을 촉구하는 미디어 잠재 의식 메시지가 드러난다. 이어 주인공은 행인 중 다수가 인간의 허울로 위장하고 있지만 실은 구울과 유사한 퉁방울눈의 외계인들이라는 걸 깨닫는다. 또한 주인공은 이들 외계인들이 순간이동이 가능한 손목시계 통신 장비를 차고 있으며, 공중에는 인간 감시 목적의 드론이 떠다닌다는 것도 확인한다.
주인공이 자신들을 알아본다는 걸 파악한 외계인들이 주인공을 쫓자 주인공은 이중 몇을 죽이고 은행에서 인간 홀리를 인질로 붙잡아 도망친다. 홀리의 아파트에서 주인공은 홀리에게 강제로 선글라스를 씌우려다가 실패하고, 홀리가 주인공을 밀어내면서 주인공은 아파트 창밖으로 떨어진다. 곧 주인공은 프랭크를 만나고, 선글라스 쓰기를 거부하는 프랭크와 긴 싸움을 한 끝에 기어코 프랭크에게 선글라스를 씌워 진실을 알게 한다.
이들을 길버트가 인간 저항 세력에게 소개시키고, 저항 세력 본거지에서 주인공과 프랭크는 선글라스를 대체할 콘택트 렌즈를 받는다. 이곳에서 주인공은 홀리와도 재회한다. 주인공은 외계인들이 기후변화를 이용해 지구를 보다 고향 별과 유사한 환경으로 바꿔나가고 있으며, 지구 자원을 고갈시키는 중이고, 인간 부역자들에게는 뇌물을 먹이고 있다는 사실을 알게 된다.
곧 경찰이 저항 세력 기지를 급습해 무자비하게 난사하고, 프랭크는 외계인의 손목 시계를 조작하다가 우연히 순간 이동 기능을 발동해 주인공과 함께 외계인들이 운영하는 뉴스 방송국 "케이블 54" 지하에 위치한 우주선 기지에 도달한다. 둘은 인간 부역자들과 외계인들이 함께 "테러리스트들"을 제거한 것을 축하하는 연회장에서 일전에 판자촌에서 함께 지낸 한 떠돌이를 마주친다. 외계인 부역자가 된 떠돌이는 둘을 새롭게 발탁된 부역자로 착각하여 시설을 구경시켜준다. 외계인들은 바로 이곳에서 인간들이 외계인의 본모습을 알아보는 것을 방지하는 신호와 잠재 의식 메시지를 보내고 있었다.
주인공과 프랭크는 홀리와 마주치고, 셋은 송신기가 있는 지붕으로 향한다. 하지만 홀리는 도중 몰래 프랭크를 죽인다. 홀리가 바로 경찰의 급습을 유도했던 부역자임을 깨달은 주인공은 홀리를 죽이고, 이어 송신기에 총을 쏴 이를 파괴하지만 경찰 헬리콥터 공격에 치명상을 입는다. 신호가 끊기면서 곳곳에서 외계인들의 정체가 발각난다.

## 출연
- 로디 파이퍼 - 주인공 (무명) 역
- 키스 데이비드 - 프랭크 아미티지 역
- 메그 포스터 - 홀리 톰프슨 역
- 레이먼드 세인트자크 - 길거리 목사 역
- 조지 벅 플라워 - 떠돌이 / 부역자 역
- 피터 제이슨 - 길버트 역
- 사이 리처드슨 - 흑인 혁명가 역
- 수전 블랜처드 - 순진한 여성 역
- 노먼 올던 - 건설 현장 감독 역

## 기타 제작진
- 협력 제작: 샌디 킹
- 미술: 윌리엄 J. 더럴 주니어, 대니얼 A. 로미노

## 영향
이 영화는 거리 미술가 셰퍼드 페어리가 작품에 활용하는 단골 소재이다.